# Pals battalion

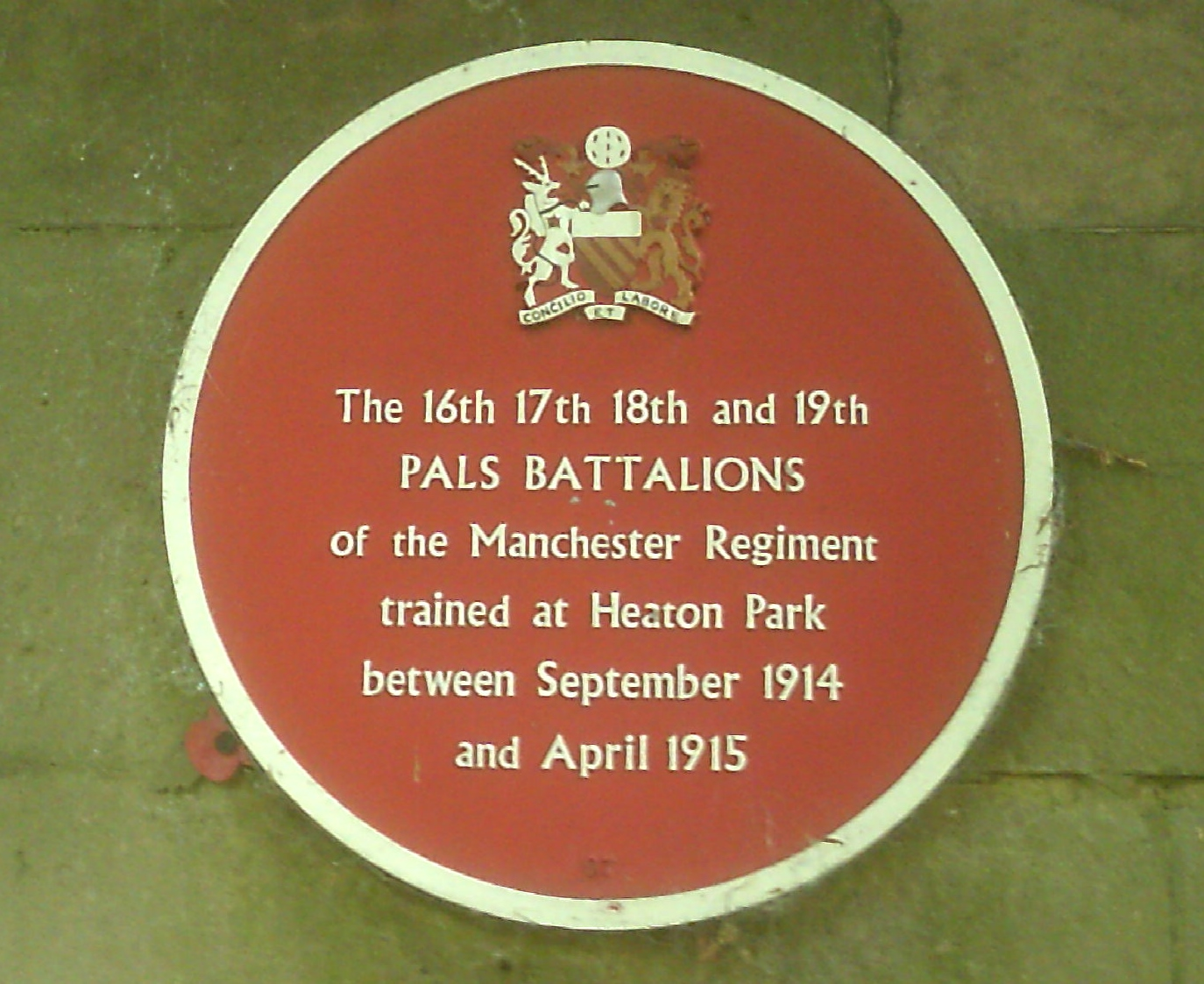
Plaque commémorative pour les Salford Pals, à Salford.

Les pals battalions, littéralement « bataillons de camarades », sont des bataillons de la British Army constitués lors de la Première Guerre mondiale. Cette désignation est liée au fait que ces unités sont constituées d'hommes qui se sont enrôlés ensemble dans des bureaux de recrutement locaux, avec la promesse de pouvoir combattre aux côtés de leurs amis, voisins et collègues, de leurs « camarades », plutôt que de se trouver versés aléatoirement dans diverses unités.

## Description
Lorsque la Première Guerre mondiale éclate, en aout 1914, Lord Kitchener, Secrétaire d'État à la Guerre britannique, pense que la clé de la guerre tient dans la masse humaine mobilisable, et il cherche dès lors un moyen d'augmenter les enrôlements. Ceci entre en contradiction avec plusieurs siècles de tradition militaire britannique, la British Army étant depuis longtemps une armée de métier plutôt qu'une armée de conscription, laquelle recrute ses membres parmi la « gentry » — pour ses officiers — et les couches populaires — pour les hommes de troupe. Le général Sir Henry Rawlinson suggère que les hommes seraient peut-être plus enclins à s'engager dans l'armée s'ils étaient sûrs de servir aux côtés de leurs amis et de leurs collègues. En guise d'exemple, il proposa aux agents de change londoniens de constituer un bataillon ; 600 hommes s'engagèrent en une semaine fin août 1914 dans ce 10th (Service) Battalion des Royal Fusiliers, surnommé le « Stockbrokers' Battalion », le « bataillon des agents de change ».
En deux jours, 1 500 Liverpudliens s'engagent dans un nouveau bataillon. S'adressant à ces hommes, Lord Derby déclare : « Ce doit être un bataillon de camarades, un bataillon dans lequel les copains du même bureau vont combattre côte à côté pour l'honneur de la Grande-Bretagne et le mérite de Liverpool ». Dans les jours qui suivirent, trois autres bataillons sont ainsi constitués à Liverpool, devenant les 17e, 18e, 19e et 20e bataillons du King's Regiment de Liverpool (en).
Encouragé par la réussite de Lord Derby, Kitchener organise des campagnes de recrutement selon le même principe dans tout le pays. D'ici fin septembre 1914, plus d'une cinquantaine de villes forment des pals battalions, tandis que les grandes villes mettent sur pied plusieurs de ces bataillons chacune ; les Manchester Pals (en) rassemblent quatre bataillons formés en août 1914 et quatre autres en novembre.
Au War Office, les pals battalions permettent de diminuer la pression sur les points de recrutement habituels. En septembre 1914, Kitchener annonce que les organisateurs de ces campagnes de recrutement doivent assurer eux-mêmes le gîte et le couvert pour les unités ainsi constituées, jusqu'à ce que le War Office prenne en charge ces coûts. Du coup, de nombreuses recrues des nouveaux pals battalions avaient donc la possibilité de vivre chez eux, en allant chaque jour suivre un entraînement militaire des plus succincts.
Certaines de ces unités se forment sur une base professionnelle, comme certains bataillons d'artistes ou de sportifs, mais la plupart sur une base de voisinage. Parmi le petit millier de bataillons formés au fil des deux premières années de guerre, 145 unités d'active (« service ») et 70 unités de réserve (« reserve ») sont constituées de pals battalions.
Bien que la majorité de ces unités de camarades ait constitué des bataillons d’infanterie, ces recrutements locaux ont permis de constituer 48 compagnies du génie, 42 batteries d'artillerie de campagne et 11 colonnes d'approvisionnement, principalement au sein de communautés professionnelles. Paradoxalement, cet afflux de personnes d'un bon niveau technique et scolaire au sein de la troupe a constitué pour la British Army, à compter de 1915, un manque pour son recrutement de sous-officiers.
Beaucoup de ces bataillons de camarades subirent de lourdes pertes lors de la bataille de la Somme en 1916. Par exemple, le 11th (Service) Battalion (Accrington) du East Lancashire Regiment (en), connu sous le nom des Accrington Pals (en), reçoit l'ordre de prendre Serre (nl) (commune de Puisieux) le premier jour de l'assaut, le 1er juillet 1916. Il s'agit du point le plus au nord du dispositif principal de l'attaque. Les Accrington Pals marchaient aux côtés d'autres pals battalions venant de Sheffield, Leeds, Barnsley et Bradford. Sur les quelque 700 Accrington Pals qui prennent part à l'assaut, 235 sont tués et 350 blessés, en 20 minutes. Malgré de nombreux assauts, Serre n'est repris qu'en février 1917, lorsque l'Empire allemand se replie sur la ligne Hindenburg.
La bataille de la Somme marque le tournant de l'histoire des pals battalions. Nombre d'entre eux sont dissous ou rassemblés, une fois que les campagnes de recrutement locales s'arrêtent, à l'été 1916. D'autres conservent leurs appellations jusqu'à la fin de la guerre, mais le recrutement provient désormais des centres de recrutement classiques, sans plus attendre que les conscrits aient des affinités ou proviennent de telle ou telle région. Ainsi, le Sheffield City Battalion (en) du York and Lancaster Regiment (en), qui a perdu 495 morts et blessés en un jour sur la Somme, est reconstitué en octobre, en lui affectant uniquement des recrues issues des centres de recrutement de diverses zones. En effet, il a été constaté que, lorsqu'une unité formée uniquement à partir de soldats issus d'un contexte particulier subissait de lourdes pertes, le village, la ville, le quartier ou le groupe social dont ils sont issus était durablement affecté par ces mauvaises nouvelles. Avec l'arrivée de la conscription en mars 1916 (en), la constitution de pals battalions s'interrompt. L'expérience ne sera pas reconduite lors de la Seconde Guerre mondiale.

## Exemples
Outre Liverpool déjà évoquée, qui fournira encore deux autres pals battalions après ceux des premiers jours de 1914, collectivement connus sous le nom de « Liverpool Pals (en) », d'autres cas particuliers peuvent être cités.
Le bataillon des Grimsby Chums (en) (littéralement les « copains de Grimsby ») rassemble d'anciens élèves de la Wintringham secondary school (en) de Grimsby. Il s'agit de l'unique pals battalion portant la désignation de « chum » et non de « pal ». De nombreuses autres écoles, dont certaines des principales public schools, donnèrent également des pals battalions.
Les clubs sportifs constituèrent également de telles unités : les footballeurs constituent ainsi les 17th (en) et 23rd (Service) Battalions (en) du Middlesex Regiment (en), ainsi que le 16th (2d Edinburgh) (Service) Battalion (en) des Royal Scots. Ce dernier bataillon est constitué des équipes première et seconde, des membres de la direction, des entraîneurs et de groupes de supporteurs du Heart of Midlothian FC et du Hibernian FC, clubs professionnels de football d'Édimbourg, mais aussi du Raith Rovers FC (Kirkcaldy) et du Fallkirk FC (Falkirk).
Chez les golfeurs professionnels, Albert Tingey, Sr. (en), Charles Mayo (en) et James Bradbeer (en) s'engagèrent dans un pals battalion.